# 義理
義理（ぎり）とは、相互関係を維持するために定められた道筋。対人関係や社会関係において、守るべきとされる慣習。

## 概要
ルース・ベネディクトが『菊と刀』で述べたように、日本では世間という閉じられた空間において相手や周囲といった外面からの評価を倫理の基本に置く「恥の文化」がある。義理を欠くことは恥であり、義理を重んずることが徳目として求められた。義理の内容は多義的だが、芝居の筋立てなどでは、二律背反な状況にあって個人的な人間関係よりも報恩や信義・信頼を貫くことが義理と解される。『葉隠』や井原西鶴の『武家義理物語』などでは、負い目や借りといった心理的な負担として表されている。武士にとっての義理は命よりも重く、一種の強迫観念とも言える。
今日一般の日本の社会において、社交上、礼儀を以て旨とする行動規範を指す。冠婚葬祭などの場に於いては義理を欠く事の無い様、各地域に合わせた礼節に基づく義理の行為が執り行われる事が多い。これは無用なトラブルを極力避ける手法でもあり、義理をスキルとして昇華する意味を持つ。
一方、本心はやりたくないけれども、仕方なく行わざるを得ない事柄を意味する言葉でもある。義理チョコなどの語は、こうしたニュアンスが強い。
また、血縁以外の者が、婚姻（縁組）などの儀式を経て、血縁と同等の関係を結ぶこと。配偶者の父母を義父母（義理の父母）と呼ぶなどの用例が、これに当たる。ここから転じて、ヤクザ社会における義兄弟のような用例もある。
仁義。仁、義
儒学でいうところの「私心にとらわれない」ことが前提である「義」の意味ではなく、何らかの行動の際の理由づけに使われる私心に満ちた言葉である。 義の理（理屈）とすればわかりやすいが、行動の際に理屈はあっても、実際には「義」がない場合がほとんどである。

### 人情
一方、人情（Ninjō"human emotion or compassion"）という日本では世界観の中での義理の価値または社会的義務を補完しつつ反する人間の感情がある。大雑把にいえば人情は社会的義務と衝突して必然的に湧き上がるという人間の感情であるとされているが、人情は文化方面に特化した用語であるため、この概念の妥当性または重要性は、幅広い視点に左右されつつ、日本人論全体の視点に密接に結びついているといえる。
典型的な例は、容認できないパートナー（おそらくは下級社会の誰か、または敵の一族の誰か）と恋に落ちる武士などのそれである。一族の忠実なメンバーとしてその後、領主への義務と個人的な感情の間で引き裂かれてしまって心中または愛の苦悩の果てに自殺してしまうなどは、ウィリアム・シェイクスピアの劇「ロミオとジュリエット」や「アエネーイス」などのように、日本人でも外国人でも同じ。現代日本人が西洋人よりもギリという感覚を大いにもちえているのか、それゆえに心理的に義理人情の葛藤に近くなるのか、という疑問は、ニホンジンロンを日本中心主義にかそれとも日本を懐疑的にみるかに分かれるところである。

## 関連書籍
- 『義理と人情』（源了圓、中公新書）
- 『あまえと義理 日本人の心の構造』（小池利正、鳥影社）